# Luson
Luson, németül: Lüsen, település Olaszországban, Bolzano autonóm megyében. Lakosainak száma 1580 fő (2023. január 1.). Luson Marebbe, Naz-Sciaves, Rodengo, San Martino in Badia, Bressanone és San Lorenzo di Sebato községekkel határos.

## Népesség
A település népességének változása:
| Lakosok száma | 1529 | 1545 | 1580 |
|               | 2017 | 2018 | 2023 |